# Rosa

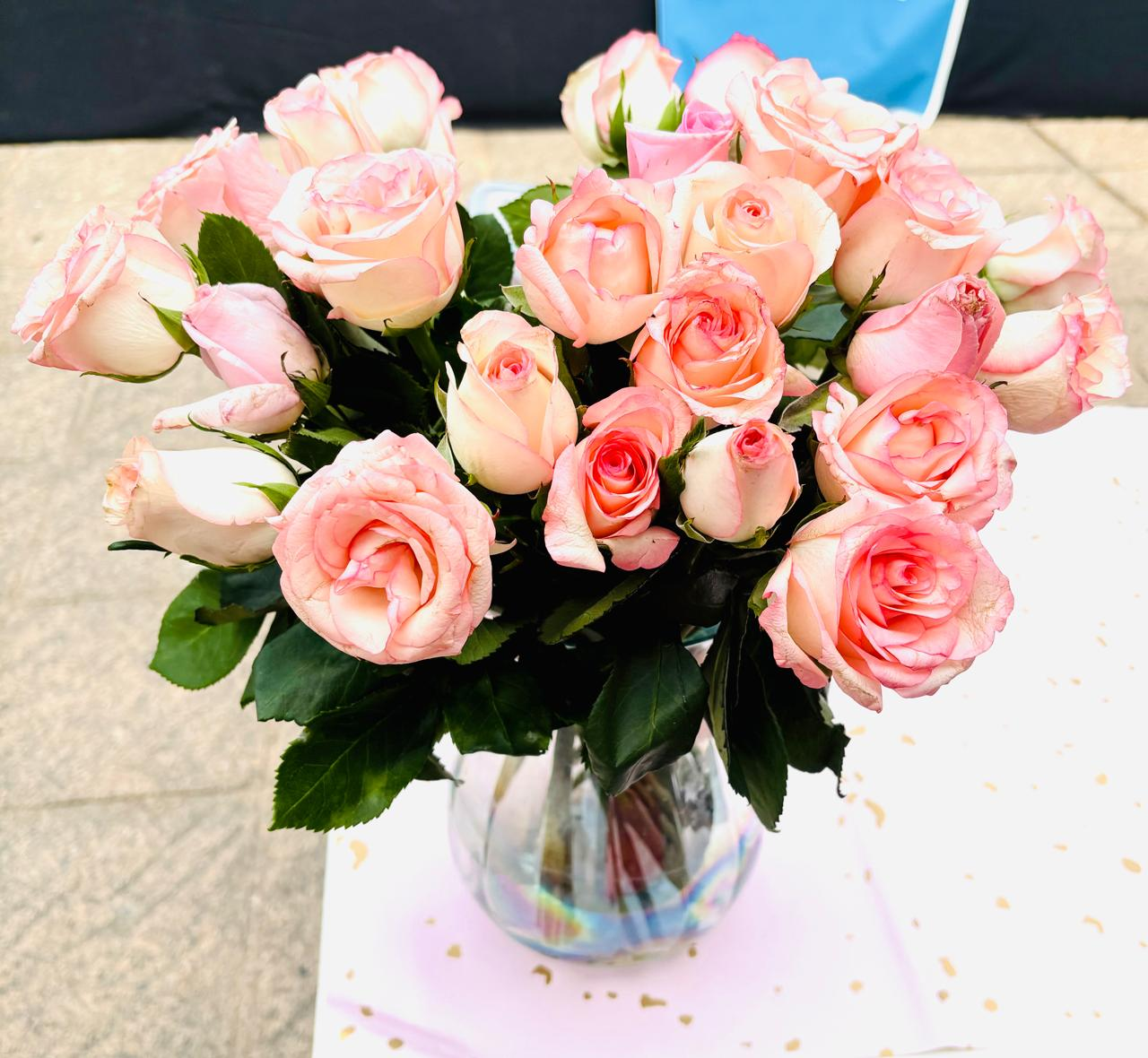
Rosas en florero

El género Rosa está compuesto por plantas mayoritariamente arbustivas y espinosas. Es el género tipo de la familia de las rosáceas. Se denomina rosa a la flor de los miembros de este género, rosal a la planta de jardín y gabarrera a las especies silvestres.
El número de especies ronda las cien, la mayoría originarias de Asia y un reducido número nativas de Europa, Norteamérica y África noroccidental. Tanto especies como cultivares e híbridos se cultivan como ornamentales por la belleza y fragancia de su flor y para la extracción de aceite esencial, utilizado en perfumería y cosmética, fitoterapia y gastronómicos.
Existe una enorme variedad de cultivares de rosa (más de 30 000) a partir de diversas hibridaciones, y cada año aparecen nuevos. 
Las especies progenitoras mayormente implicadas en los cultivares son: Rosa moschata, Rosa gallica, Rosa × damascena, Rosa wichuraiana, Rosa californica y Rosa rugosa. Los cultivadores de rosas o rosalistas del siglo XX se centraron en el tamaño y el color, para producir flores grandes y atractivas, aunque con poco o ningún aroma. Muchas rosas silvestres y «pasadas de moda», por el contrario, tienen una fragancia dulce y fuerte.
Las rosas están entre las flores más comunes vendidas por los floristas. 
El rosal es una de las plantas más populares de los jardines, incluso existen jardines específicos llamados rosaledas o rosedales, donde se exponen únicamente los miembros del género, cuya variedad es tan extensa que comprende desde rosales miniatura de 10 o 15 cm de altura, hasta grandes arbustos, trepadores que alcanzan varios metros de altura o rastreros utilizados como cubre suelos.
Respecto a las especies de rosas productoras de escaramujos utilizados con fines comestibles destacan los de la rosa mosqueta (Rosa eglanteria), el rosal silvestre (Rosa canina) y la rosa castaña (Rosa roxburghii).

## Etimología

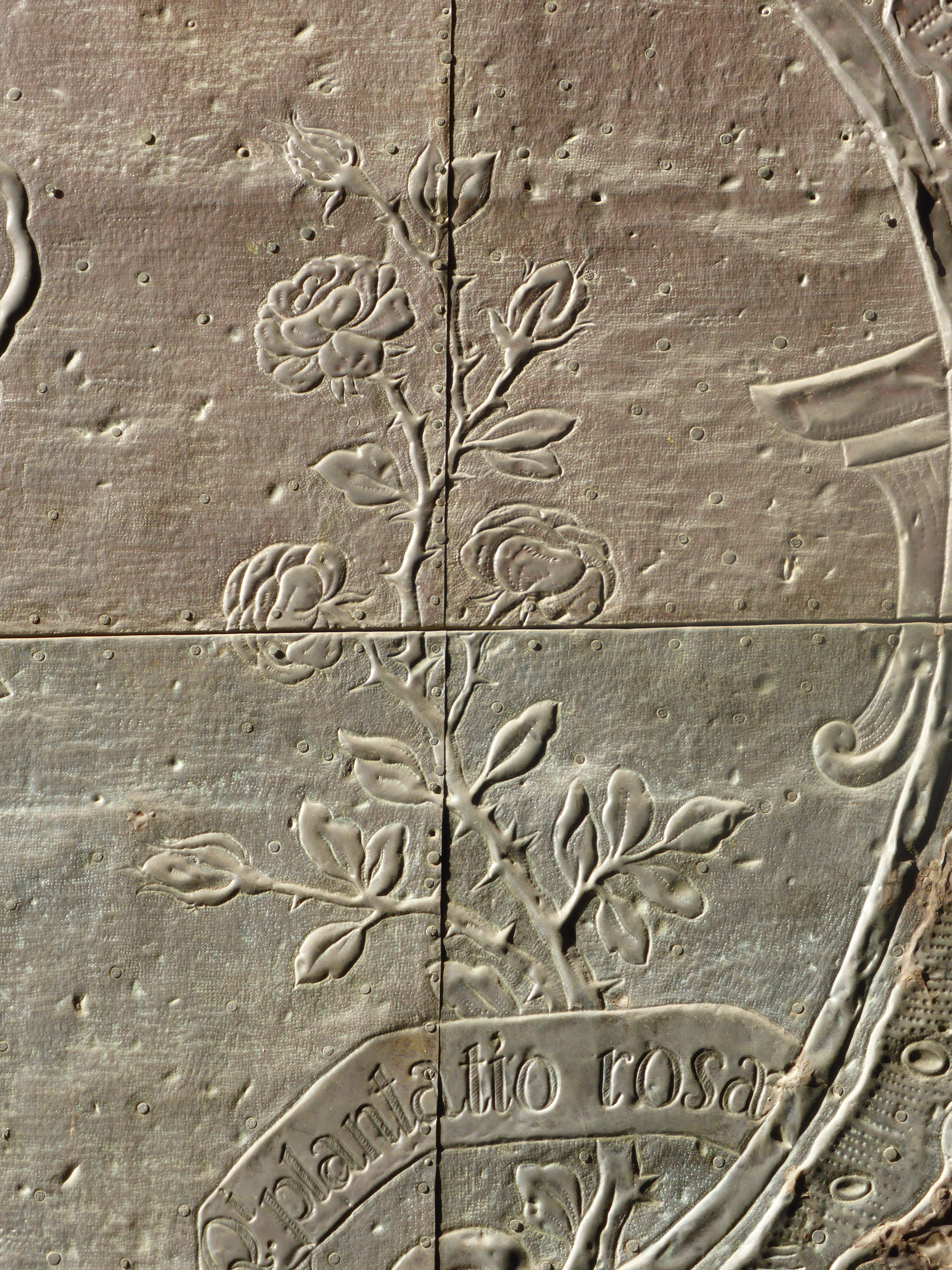
Representación de un rosal en la puerta principal de la catedral de Valencia. Inscripción: Qi. plantatio rosa.

En español —y en otras lenguas romances también— el término «rosa» proviene directamente y sin cambios del latín rosa, con el significado que conocemos: «la rosa» o «la flor del rosal», devenido del vocablo previo rodia [ródja] —por cambio similar como en: Clausus por Claudius—. Este último arcaísmo latino es, a su vez, prestado —a través del osco— del griego antiguo ρόδον [rhódon] «la rosa», «la flor del rosal».

## Descripción

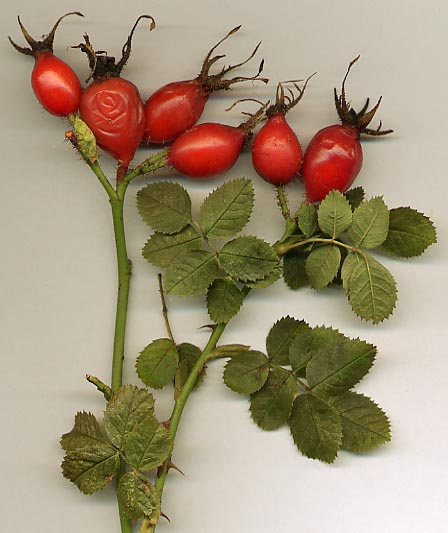
Escaramujos de Rosamparipinnadas con cinco a nueve folíolos de borde aserrado y estípulas basales. Es frecuente la presencia de glándulas anexas, odoríferas o no, sobre los márgenes.

Las flores, generalmente aromáticas, se agrupan en inflorescencias racimosas, formando corimbos. Son flores hermafroditas y actinomorfas. El perianto está bien desarrollado. El hipanto o receptáculo floral tiene forma de urna . 
El cáliz es dialisépalo, de cinco piezas de color verde. Los sépalos pueden ser simples o, a veces, de forma compleja con lobulaciones laterales. Corola dialipétala, simétrica, formada por cinco pétalos, a veces escotados, y de variados tonos de rosa o blancos en las especies silvestres. La corola suele ser «doble» o «plena» por transformación de los estambres en pétalos en cultivares.
El androceo está compuesto por numerosos estambres dispuestos en espiral (varios verticilos), generalmente en número múltiplo de los pétalos (5x). El gineceo es apocárpico, compuesto por varios pistilos separados. Nectario presente, que atrae insectos para favorecer la polinización predominantemente entomófila. Numerosos carpelos uniovulados; un primordio seminal por cada carpelo; cada uno produce un aquenio.
El fruto es conocido como escaramujo, un tipo de infrutescencia denominada cinorrodón. Está compuesto por múltiples frutos secos pequeños o aquenios (poliaquenio), separados y encerrados en un receptáculo carnoso (hipantio) de color rojizo vistoso cuando está maduro.

## Clasificación

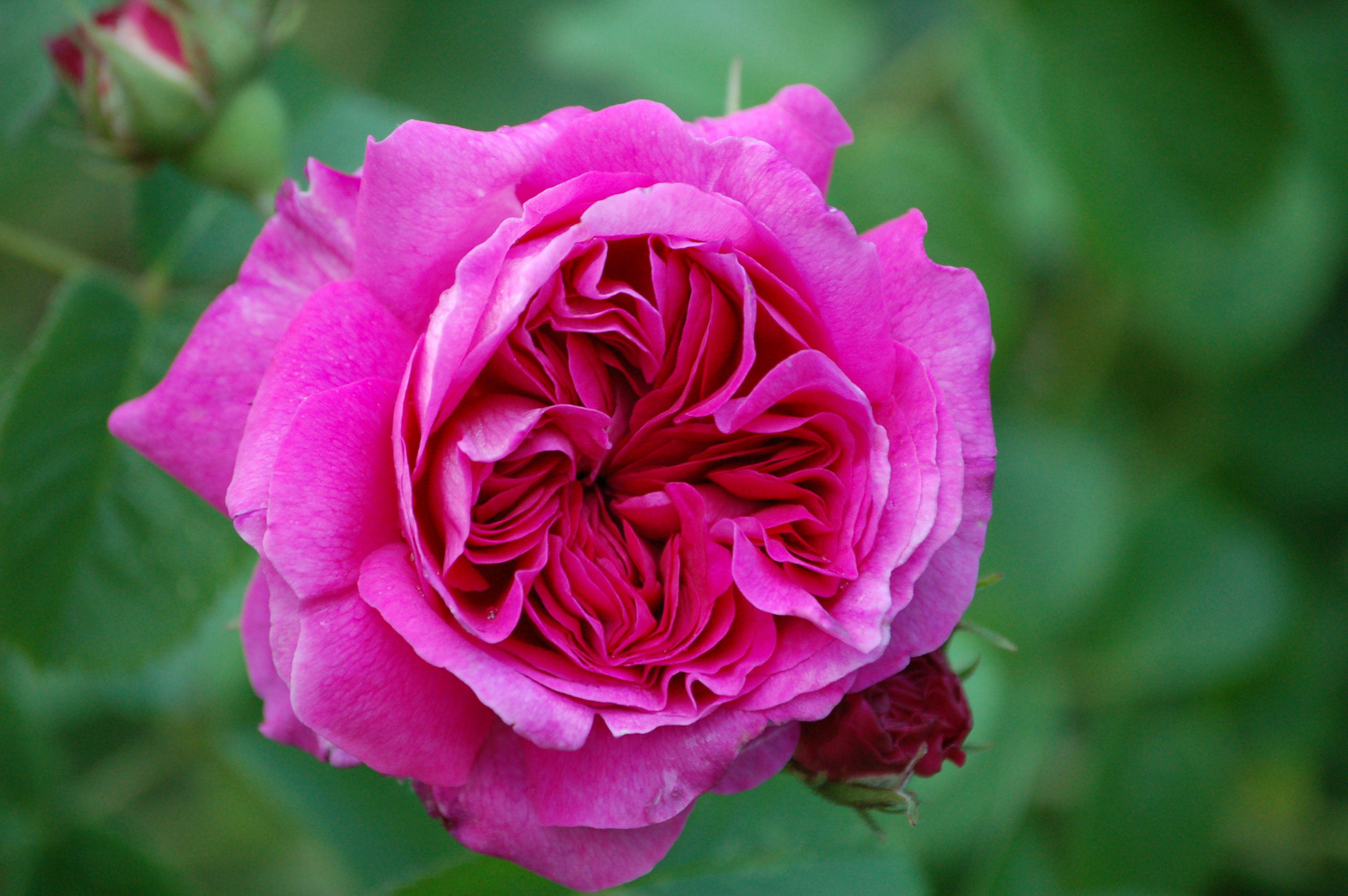
Cultivar de Rosa × damascena 'York and Lancaster'

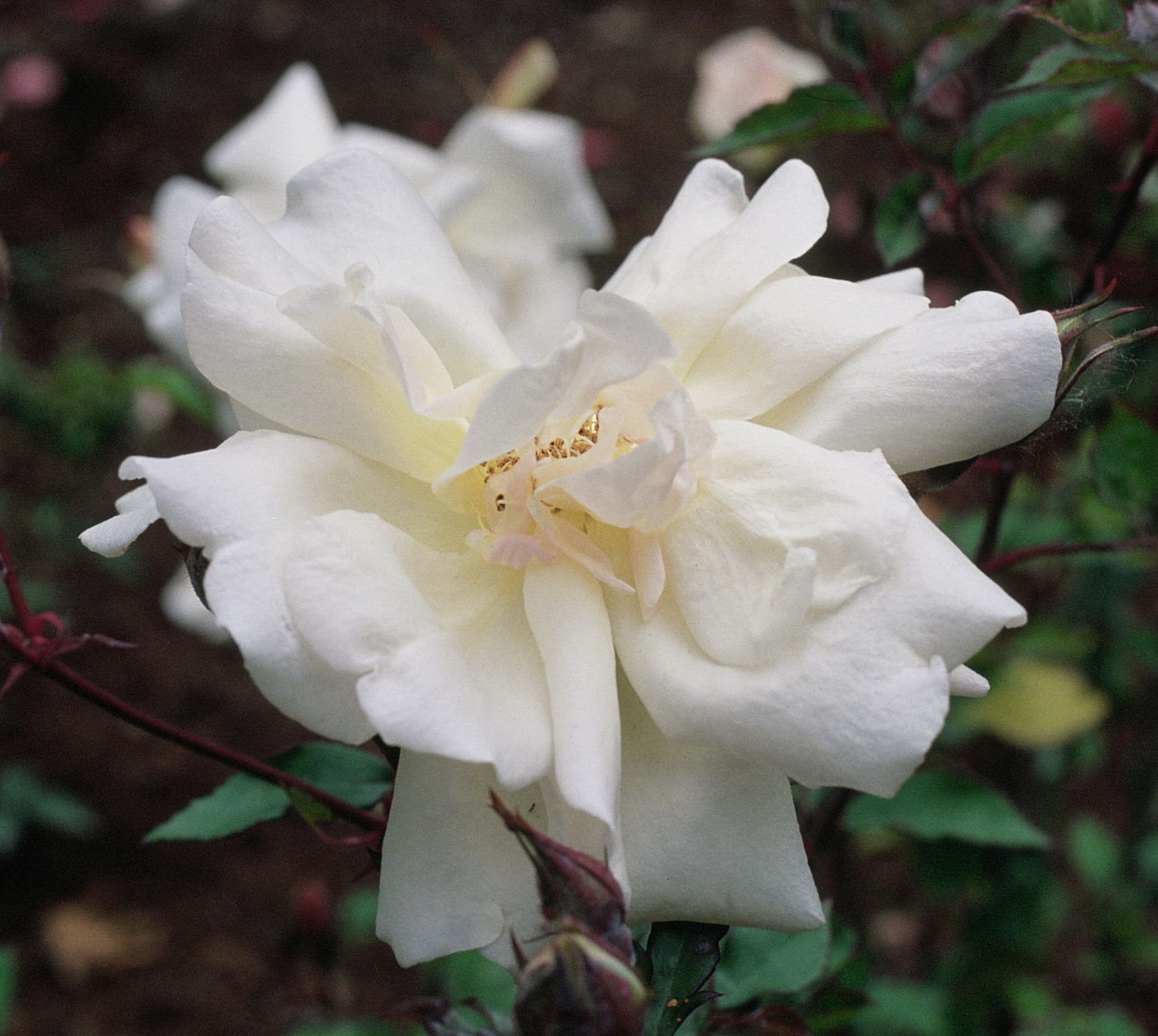
Rosa 'Rival de Paestum', cultivar del grupo 'Rosas de te', sección Rosa chinensis.

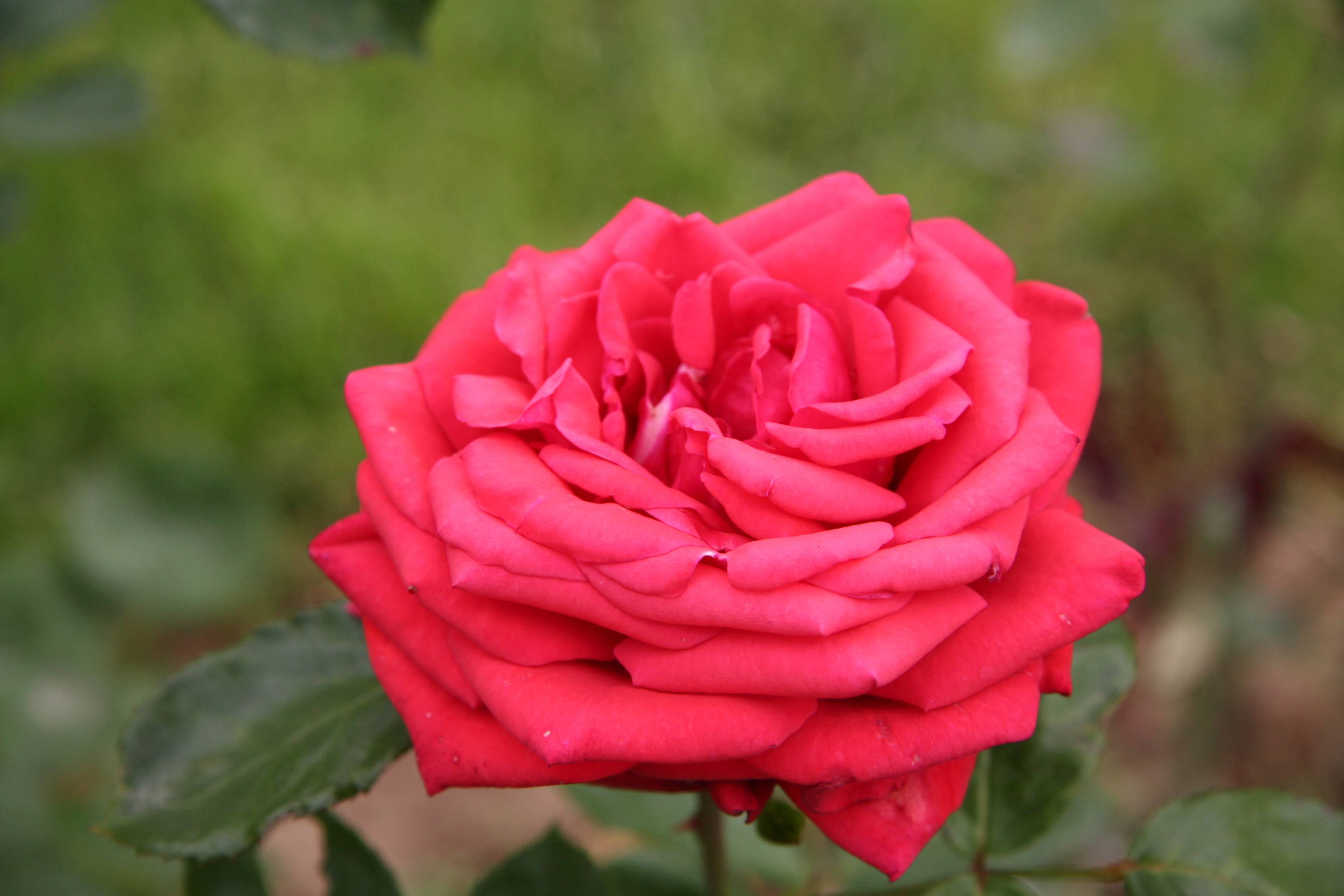
Híbrido de té Rosa 'Baccara'

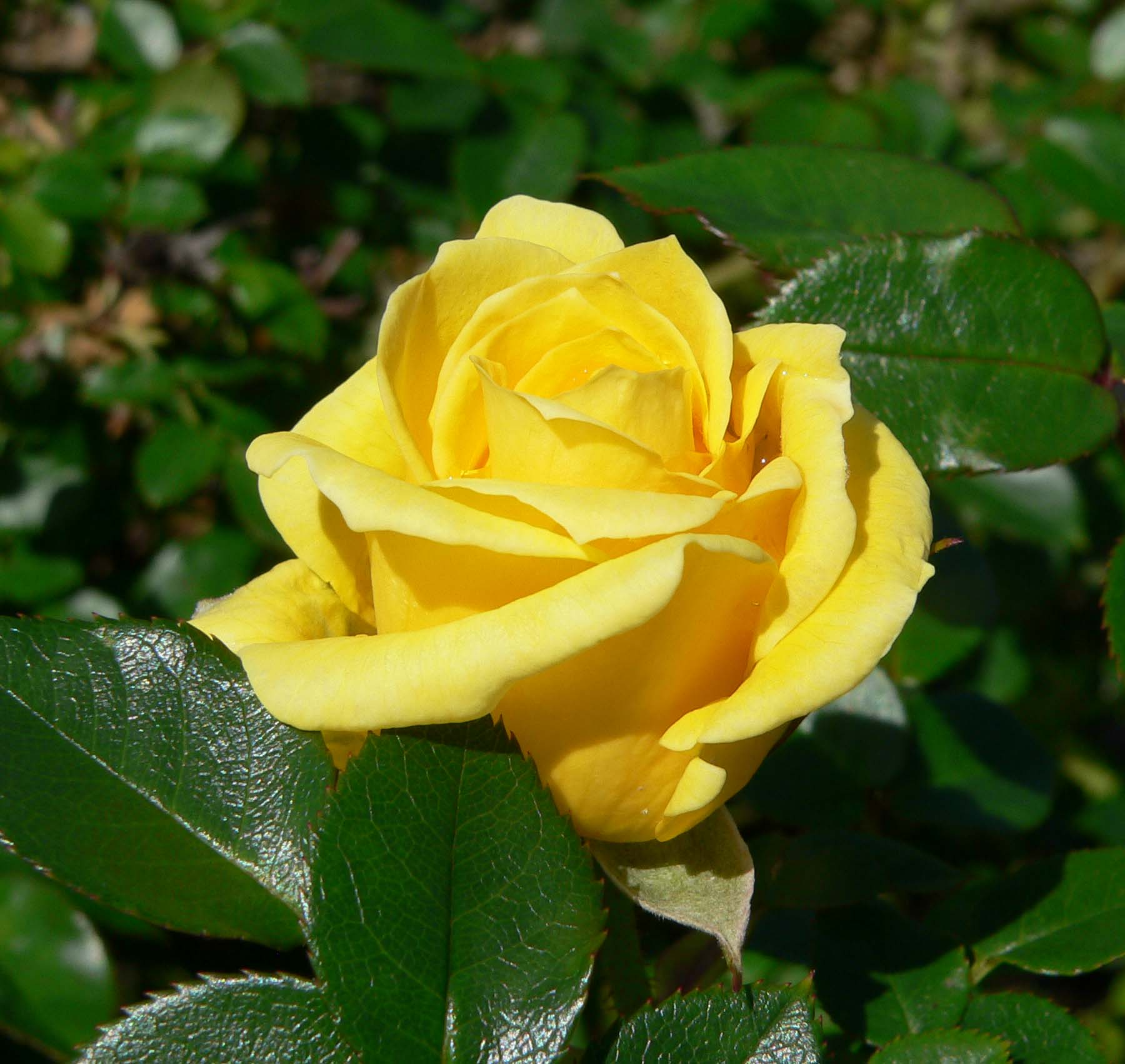
Cultivar Rosa 'Dorola'

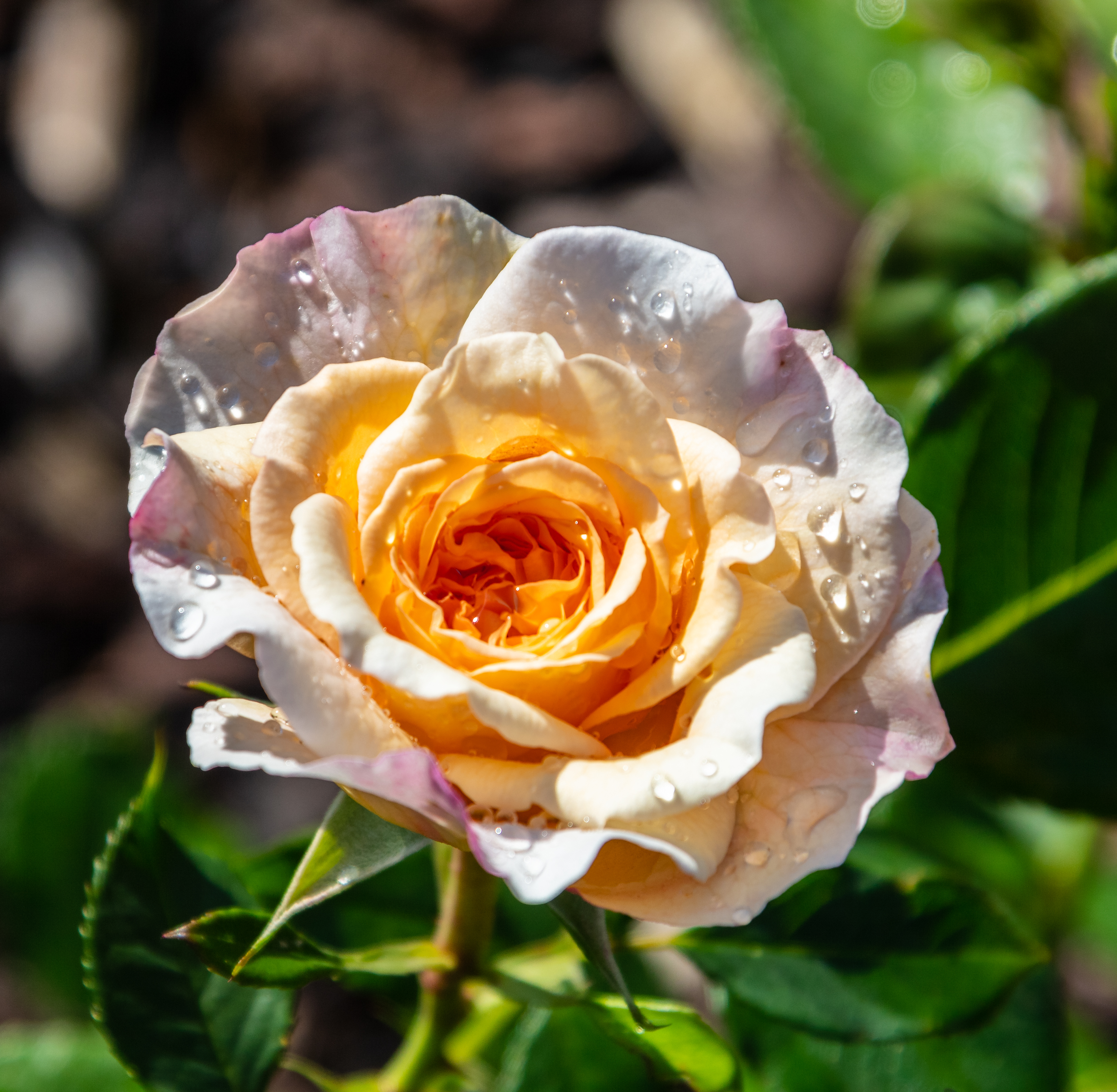
Rosa 'Diana'

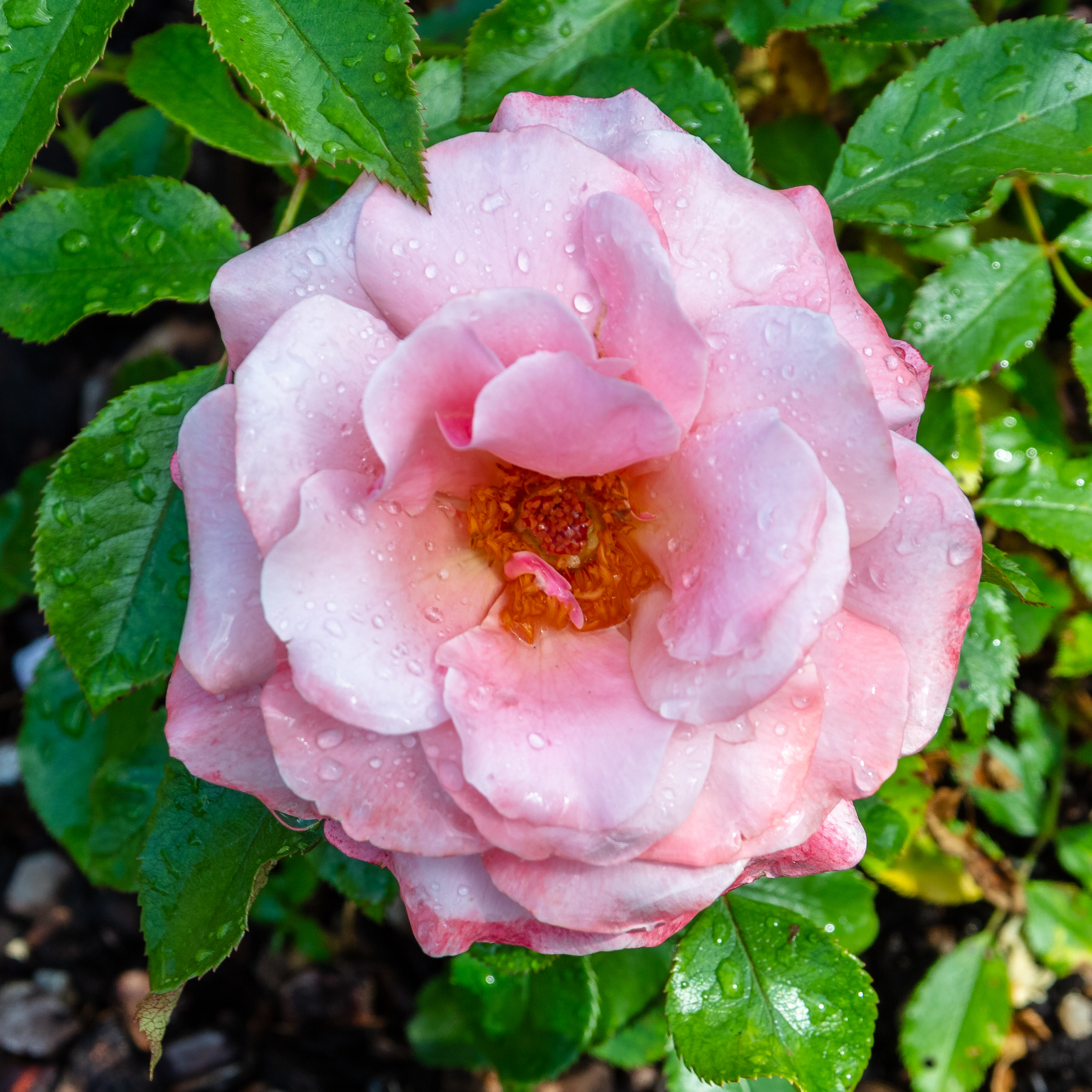
Rosa 'Botticelli'

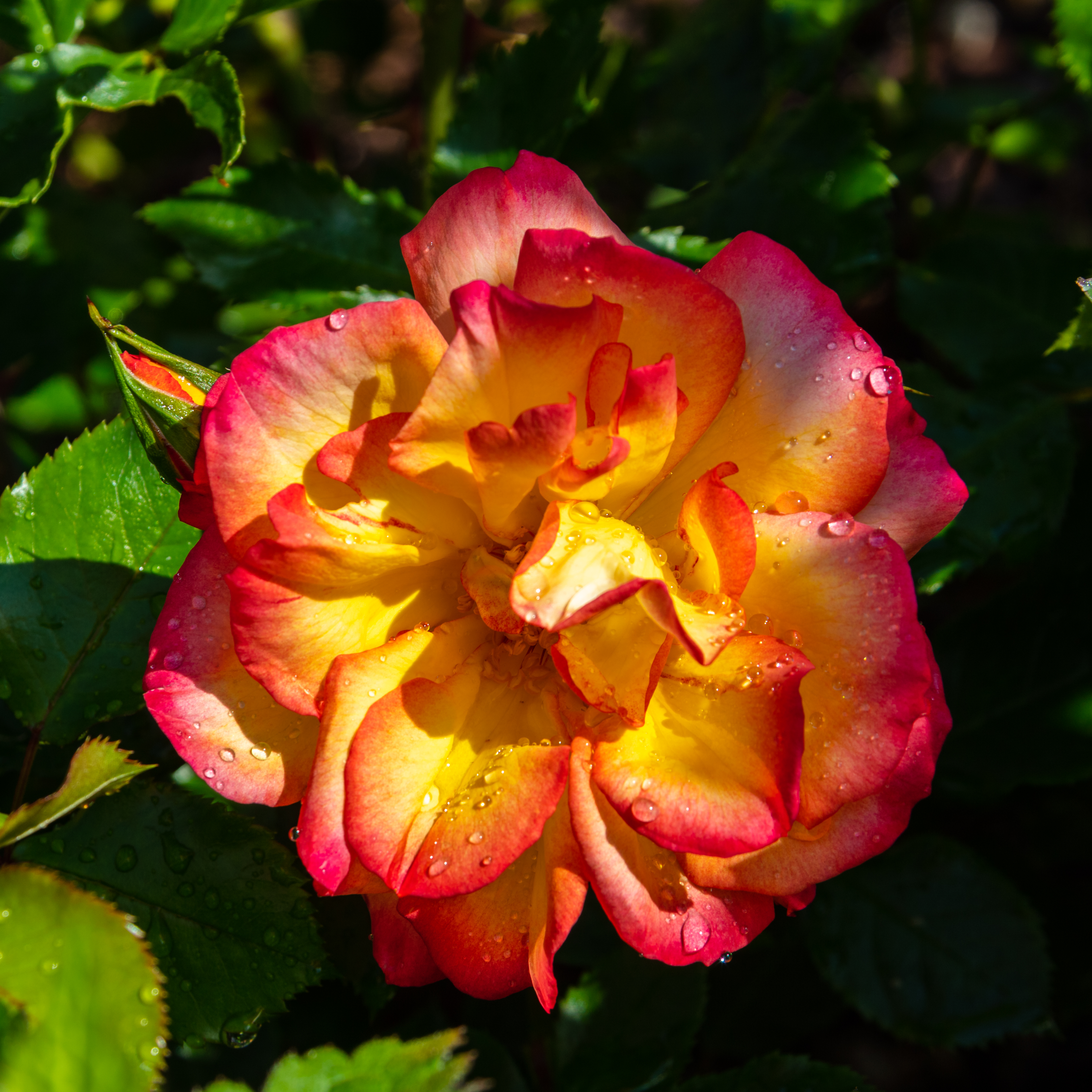
Rosa 'Bonanza'

Desde el punto de vista de la práctica de la jardinería, y esquemáticamente, los rosales se clasifican en cuatro grupos:
1. Rosales silvestres: son los que sin ser cultivados crecen en la naturaleza.
2. Rosales antiguos: son los tipos de rosales que existían antes de 1867, año en que apareció el primer híbrido de té, un híbrido artificial.
3. Rosales modernos: son los rosales posteriores a 1867 hasta la actualidad; a veces este grupo se divide en generaciones.
4. Otros tipos: este grupo incluye tipos especiales de rosales.

### Rosales silvestres
Algunas de las especies silvestres más representativas del género:
| - Rosa abyssinica - Rosa arvensis - Rosa banksiae - Rosa bracteata - Rosa californica - Rosa canina o dumetorum - Rosa chinensis - Rosa corymbifera - Rosa escribanus - Rosa foetida - Rosa gallica - Rosa gigantea (= R. x odorata gigantea) - Rosa glauca (= R. rubrifolia) - Rosa laevigata (= R. sinica) - Rosa majalis | - Rosa micrantha - Rosa moschata - Rosa moyesii - Rosa multiflora - Rosa nutkana - Rosa pimpinellifolia - Rosa pouzinii - Rosa roxburghii - Rosa rubiginosa (R. eglanteria) - Rosa rugosa - Rosa sempervirens - Rosa setigera - Rosa stellata - Rosa virginiana (= R. lucida) - Rosa wichuraiana |

### Rosales antiguos
| - Albas - Almizcleñas - Borbonianas - Centifolias - Damascenas - Gállicas - Híbridos reflorecientes - Moschatas | - Multifloras - Musgosas - Noisettianas - Perpetuas - Polyanthas - Portland - China - Té |

### Rosales modernos
| - Arbustivos - Híbrido de té - Floribunda - Grandifloras - Polyantha - Trepadores - Sarmentosos | - Pernetianas - English collection - Robustos canadienses - Miniatura - Tapizantes - Patio |

### Otros tipos de rosales
- Rosal de pie alto o de vara
- Rosal llorón o caído
- Rosal paisaje o paisajístico
- Rosas de David Austin
- Rosas para flor cortada (ramos)

## Propagación
Los rosales se pueden reproducir de varias formas:
- Por semillas, extrayéndolas del escaramujo, metiéndolas en agua unas doce horas antes de sembrarlas.
- Por esquejes.
- Por acodo.
- Por injerto.

## Enfermedades
Oidio, mildiu, roya, punto negro, botritis, negrilla, chancro, infecciones por hongos del suelo, antracnosis, tumoraciones del cuello, virus del mosaico.

## Problemas y plagas
Pulgón del rosal (Macrosiphum rosae), que producen un abundante melado que es aprovechado por las hormigas, ácaro de dos puntos (o araña roja), mosca blanca, gusanos blancos (en el suelo), cochinilla, abeja cortadora de hojas, Tortrix del rosal, mosca del rosal (Arge rosae), Cetonia, mosquito verde (Empoasca lybica), tijeretas, trips, caracoles y babosas, minador de hojas, saltamontes, nematodos.

## Las rosas en la cultura

### Historia
Su cultivo es antiquísimo [...] Los primeros híbridos se realizaron entre especies europeas, a las que se les fueron incorporando paulatinamente los genomas de las especies asiáticas. La primera imagen de una especie de Rosa se encuentra en la Isla de Cnossos, Grecia, y corresponde al siglo XVI a. C. La isla de Rhodas, también en Grecia, recibió ese nombre por el cultivo de las rosas; existen monedas de esa isla, de hace 4000 a. C, con imágenes de ellas. Las rosas se cultivaban también en los famosos jardines de Babilonia (2845 a. C.). Fueron muy populares también entre griegos y romanos. En la "Iliada", Afrodita embalsama con aceite de rosas el cuerpo muerto de Héctor. En Sybaris (poblado por los sibaritas, que gustaban de pasarla bien) los habitantes pudientes llenaban sus colchones con pétalos de rosas, de allí la expresión actual de ser criado en un "lecho de rosas".

Ya desde la antigüedad el cultivo de rosales estaba muy difundido, ya sea como plantas ornamentales como también para aprovechamiento de sus propiedades medicinales y aromáticas (perfumería y cosmética).
Los primeros datos de su utilización ornamental se remontan a Creta (siglo XVII a. C.). La rosa era considerada como símbolo de belleza por babilonios, sirios, egipcios, romanos y griegos. En Egipto y Grecia tuvo una especial relevancia, y mucho más en Roma. Los romanos cultivaron la rosa intensamente, siendo utilizados sus pétalos para ornamento, así como la planta en los jardines en una zona denominada Rosetum. Tras la Edad Media, donde su cultivo se restringió a los monasterios, vuelve a surgir la pasión por el cultivo del Rosal. Un ejemplo de esta pasión fue la emperatriz Josefina que a partir de 1802 en su palacio de la Malmaison llegó a poseer una colección de 650 rosales. Las colecciones de rosas se han multiplicado desde entonces.
A finales de 1700 fue introducida en Europa R. semperflorens, conocida como Rosa de Bengala, con flores pequeñas agrupadas. A comienzos de 1800 fue introducida en Europa R. indica var. fragans, conocida con el nombre de Rosa de Té, originaria de China (conocida también como R. chinensis).
La era moderna de las rosas se inicia a partir de 1867 con la creación del primer ejemplar híbrido de té por el productor francés Guillot, quien la llamó: «La France». El invento surgió por casualidad, cuando Guillot estaba intentando mejorar una rosa naranja. El resultado fue una flor muy olorosa y con una larga floración, distinta en tamaño y características a las rosas que había hasta entonces. La rosa de té original, anterior a la creación de los híbridos que sucedieron a la invención de Guillot, era más pequeña, casi sin olor y se producía en una escasa paleta cromática: blanco, rosa y rojo.
Durante el siglo XIX empiezan a llegar variedades del extremo oriente, donde su cultivo fue también muy relevante por los antiguos jardineros chinos (existen datos del cultivo de rosales hacia 3000 a. C.). 

### Cultura
En el catolicismo la rosa es un componente simbólico del Rosario. Se dice que el beato Angélico mientras rezaba el rosario en la calle vio a la  Virgen con un grupo de ángeles que están ofreciendo canciones y alabanzas al componer una corona de rosas. Sorprendido con la visión interrumpió la oración y los ángeles se detuvieron; empezando a rezar nuevamente vio a los ángeles componer una corona de rosas para ofrecer a María.
La rosa ha sido celebrada en todo tiempo por los poetas y ha prestado materia a las mitologías y leyendas; desde Salomón, que veía una rosa en la esposa del Cantar de los Cantares, o Safo y Anacreonte hasta la delicada comparación de Malherbe:

Fue una rosa y como las rosas vivió el espacio de una mañana.

En la Novela de la rosa, esta es el premio del amor y del valor. En El asno de oro de Apuleyo, el borrico se vuelve hombre al comer rosas y los poetas han representado a porfía a la Aurora como una joven que esparce rosas. En la mitología indiana, la rosa representa ya el sol, ya la aurora, ya el crepúsculo vespertino.
Una de las tres gracias en Grecia llevaba una rosa en la mano y se decía que había brotado del pie de Venus al salir algunas gotas de sangre de una picadura que se había causado con una espina. La fábula decía también que la rosa era al principio blanca y se había vuelto encarnada al teñirse con la sangre de Adonis (alusión al paso de la luz blanca alba a la luz rosada aurora). De igual manera que a Venus y Flora, cuyas estatuas se adornaban con guirnaldas de rosas, pertenecía esta flor a Baco y en uno de sus ditirambos invita Píndaro a coronarse de rosas en honor a Dionisos. Muchos pueblos eslavos denominan a la fiesta de la primavera rusdija o fiesta de las rosas.
En algunas leyendas italianas, la rosa es símbolo de virginidad. Contrariamente, las cortesanas de Roma celebraban su fiesta el día 23 de abril consagrado a Venus Ericina y se mostraban adornadas de rosas y mirtos; en el día de san Jorge en Cataluña, también es costumbre regalar rosas y libros. En los grandes banquetes romanos, los convidados iban coronados de rosas, creyéndose que preservaban de la embriaguez. En otros países la rosa es un símbolo funerario y de ahí, según algunos, que se planten cipreses y rosales en los cementerios.
En la cultura popular las rosas tienen una variedad de significados según diferentes culturas. Muchas culturas de occidente creen que las flores representan el amor y la amistad, entre otras cosas. Igual es algo simbólico del día de san Valentín regalar rosas a los amigos o amados.

## Simbología
La rosa es el símbolo de dos dinastías reales inglesas: la Casa de Lancaster (rosa roja) y la Casa de York (rosa blanca) que se vieron enfrentadas en la conocida como Guerra de las Dos Rosas.

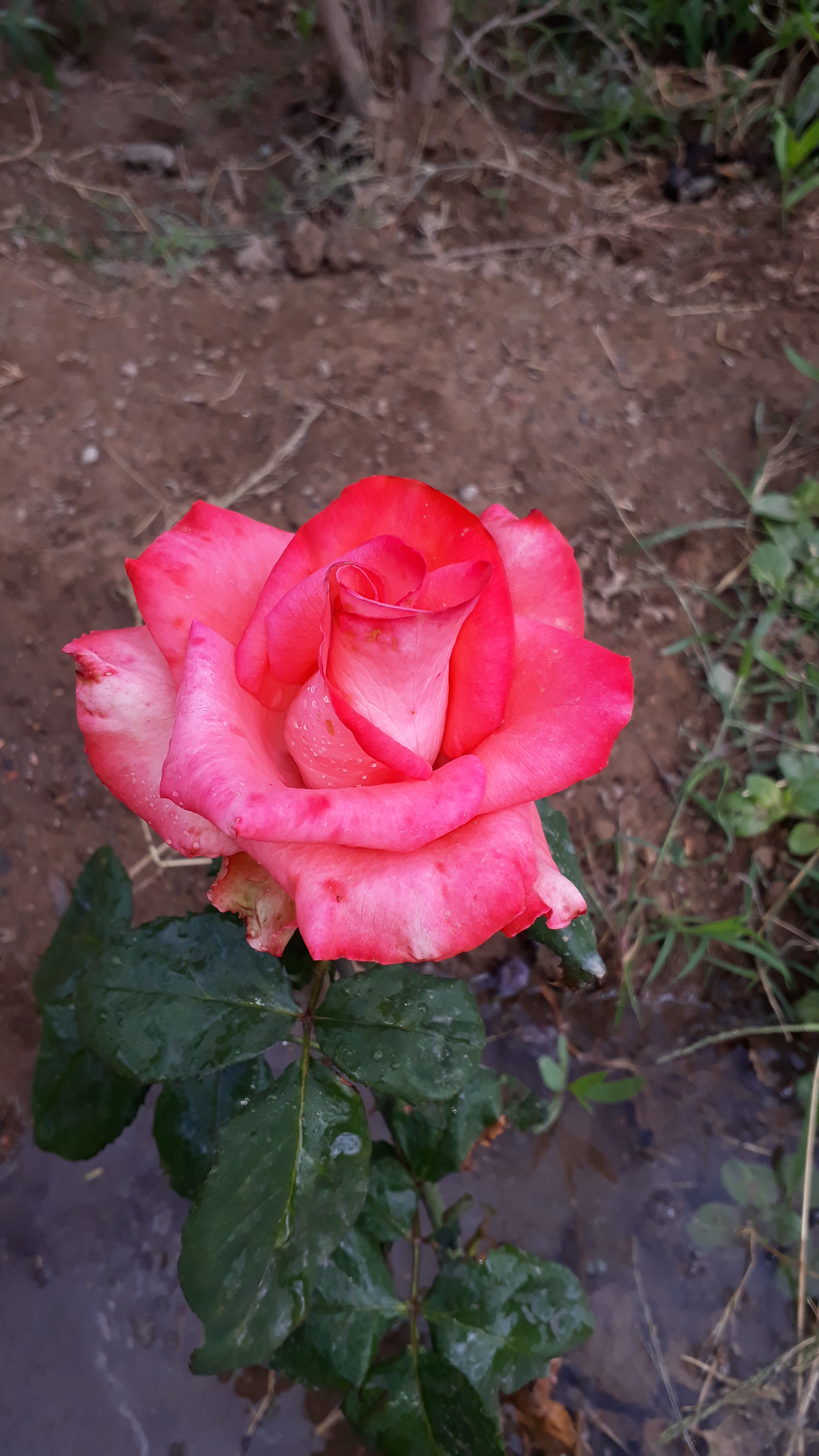
Rosa naranja en flor

Es el emblema de la Selección de rugby de Inglaterra, que es conocida como «el quince de la rosa».
La rosa roja (generalmente asida con el puño) es el símbolo del Socialismo democrático, en recuerdo de Rosa de Luxemburgo, pensadora y mártir del pensamiento socialista. Es empleada por la mayoría de colectivos de esta ideología, como el PSOE con el puño izquierdo o el PSF con el puño derecho.